# Suore di carità del Verbo Incarnato (Houston)
Le suore di carità del Verbo Incarnato (in inglese Sisters of Charity of the Incarnate Word) sono un istituto religioso femminile di diritto pontificio: i membri di questa congregazione pospongono al loro nome la sigla C.C.V.I.

## Storia
La congregazione fu fondata da Claude-Marie Dubuis (1817-1895): giunto in Francia dal Texas per reclutare religiose da impiegare nella diocesi di Galveston, si rivolse a tre suore che prestavano servizio in un ospedale di Lione (Maria Blandina di Gesù Mathelin, Maria Giuseppa di Gesù Roussin e Maria Angela di Gesù Escudé).
Dubois affidò la formazione delle donne alle monache dell'Ordine del Verbo Incarnato e del Santissimo Sacramento e il 23 settembre 1866 consegnò loro l'abito religioso nella cappella del loro monastero di Lione. Il gruppo partì per Galveston due giorni dopo: le monache di Lione continuarono ad ammettere postulanti e a inviarle in Texas.
Il 1º aprile 1867 le suore aprirono la St. Mary's Infirmary, il primo ospedale cattolico del Texas. Due delle prime tre suore della congregazione, la Mathelin e la Escudé, si ammalarono assistendo gli ammalati durante un'epidemia e morirono nel 1867. La congregazione ricevette l'approvazione definitiva della Santa Sede nel 1916.
A causa della scarsità delle vocazioni negli Stati Uniti, le religiose della congregazione vennero a lungo reclutate in Francia, Germania e Irlanda: poiché dalle scuole potevano giungere vocazioni, nel 1948 le suore dell'istituto iniziarono a dedicarsi particolarmente all'istruzione e tale forma di apostolato si aggiunse a quella originale dell'assistenza a orfani e ammalati. Nel 1963 la congregazione si aprì all'attività missionaria aprendo una casa in Guatemala.
Da una casa fondata a San Antonio nel 1866 si sviluppò un ramo autonomo della congregazione.

## Attività e diffusione
Le suore della congregazione si dedicano ad attività educative e socio-sanitarie.
Oltre che negli Stati Uniti d'America, le suore della congregazione di Galveston sono presenti in El Salvador, Guatemala, Irlanda, Kenya; la sede generalizia è a Houston.
Alla fine del 2008 la congregazione contava 176 suore in 41 case.